# 普法尔韦萨赫
普法尔韦萨赫是德国巴伐利亚州的一个市镇。总面积28.44平方公里，总人口1537人，其中男性774人，女性763人（2011年12月31日），人口密度54人/平方公里。